# イアン・ペイス
イアン・ペイス（Ian Paice, 本名 Ian Anderson Paice, 1948年6月29日 - ）は、イングランド出身のロックミュージシャン、ドラマー。ハードロックバンド、ディープ・パープル唯一のオリジナル・メンバー。1960年代からロック・シーンの第一線で活動を続け、ディープ・パープルの他にも数多くのバンドで演奏した業界の第一人者として知られる。身長170cm。サングラスがトレードマーク。
現在の第一線のプロには数少ない、左利きのドラマーである。口をパクパクと動かしながら演奏する癖があるが、その理由は分かっていない。
「ローリング・ストーン誌選出「歴史上最も偉大な100人のドラマー」9位。2016年、ディープ・パープルの一員としてロックの殿堂入りを果たした。

## キャリア

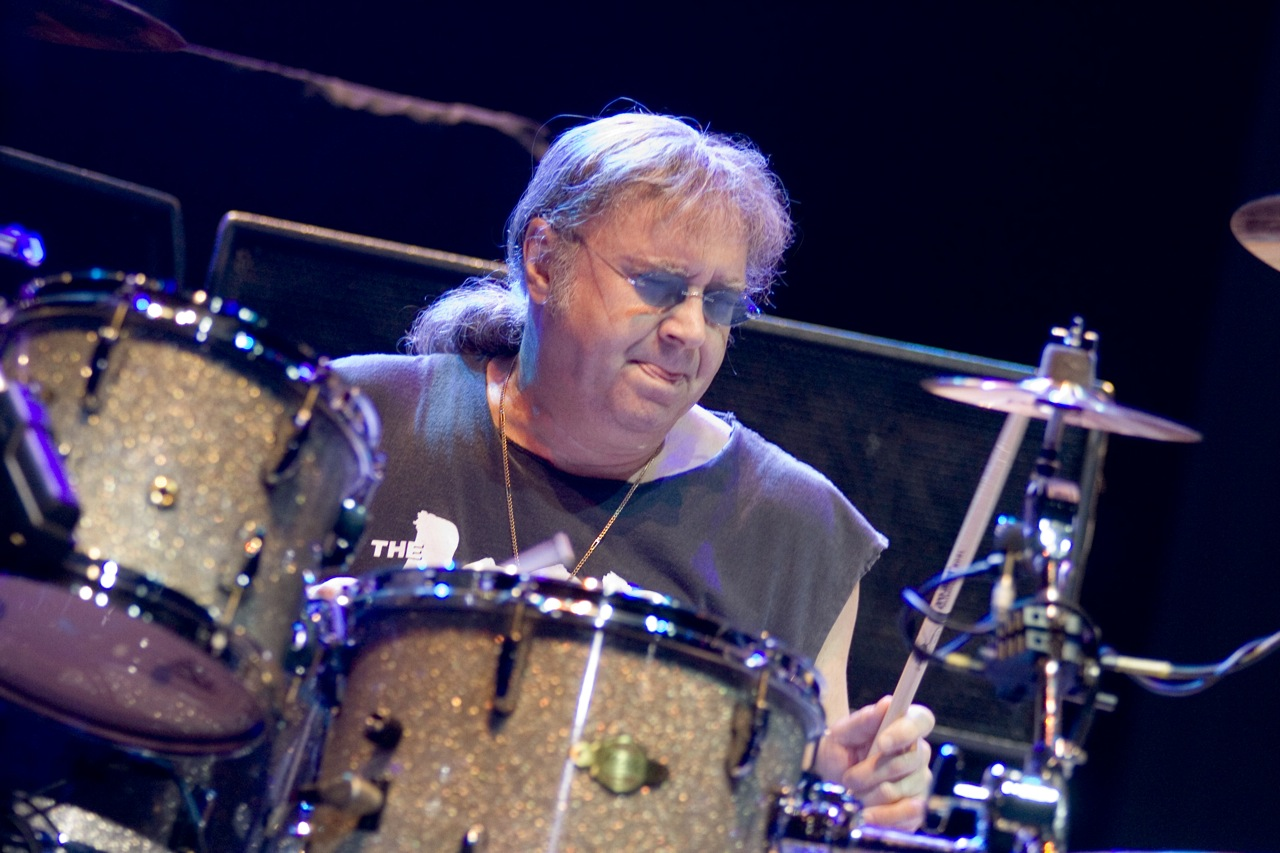
ディープ・パープル - ブラジル・サンパウロ公演 (2009年7月)

両親は音楽に造詣が深く、特に父親が舞踊音楽家であったこともあって、彼は少年時代から音楽に強い関心を示していた。1950年代終盤から父の舞踏楽団の一員として活動する。ポップスに興味を持ち始めた1963年、15歳の誕生日に初めて父親からドラムセットをプレゼントしてもらう。
17歳の時、初めてプロとして加入したバンド、シンディグスでレコード・デビュー。1966年、ロッド・エヴァンスがヴォーカリストを務めるMI5改めザ・メイズ（The Maze）に加入。ザ・メイズは1967年1月からミラノに3か月間滞在して"Chips With Everything"という舞台の音楽を担当した。その際、ペイスはイタリアに向かう船の中で、当時ハンブルグに住んでいたギタリストのリッチー・ブラックモアに出会った。さらに彼はヨーロッパに滞在中、ハンブルグでブラックモアに再会してクラブで一緒に演奏し、彼のドラミングを気に入ったブラックモアから一緒に活動しようと誘われたが、ザ・メイズの仕事を優先して断わった。
ザ・メイズはシングル・レコードを数作発表したが、いずれも成功しなかった。1968年、ペイスは、エヴァンスがラウンドアバウトという新しいバンドのヴォーカリストのオーディションを受けるので一緒に行ったところ、またもやブラックモアに再会した。彼は、ラウンドアバウトはブラックモアがジョン・ロード（キーボード）と結成しつつあるバンドであり、ブラックモアは何とかして自分を見つけてメンバーに迎えたいと思っていたことを知った。エヴァンスはオーディションに合格してラウンドアバウトのヴォーカリストになり、ペイスも在籍していたボビー・クラーク（Bobbie Clarke）に代わってドラマーとして加入した。
メンバーが揃ったラウンドアバウトはディープ・パープルと改名して、1968年7月にアルバム『ハッシュ』(Shades Of Deep Purple)でデビューした。彼等はメンバー・チェンジを経て、1970年代にはブリティッシュ・ハードロック・グループの筆頭格になって世界的な人気を博した。ペイスは1976年の解散までに発表されたアルバムの全てに参加して、ジョン・ボーナム、カーマイン・アピスらと並んで、ハードロック界を代表するドラマーとしての確固たる地位を築いた（「ディープ・パープル」の項も参照）。
1976年3月にディープ・パープルが解散した後、同年8月にロード、元アシュトン・ガードナー・アンド・ダイクのトニー・アシュトン（ヴォーカル、キーボード）、バーニー・マースデン（ギター）、ポール・マルチネス（ベース・ギター）とペイス・アシュトン・ロードを結成。彼等は1977年3月にデビュー・アルバムMalice In Wonderlandを発表して、月末に国内ツアーとしてバーミンガム、ニューカッスル・アポン・タイン、リヴァプール、グラスゴー、ロンドンで計5回のコンサート活動を行なったが、1978年5月に解散を発表した。
1979年、ディープ・パープルのメンバーだったデイヴィッド・カヴァデールに乞われて、カヴァデールが率いるホワイトスネイクに加入。アルバム『フール・フォー・ユア・ラヴィング』(Ready an' Willing (1980)、『ライヴ…イン・ザ・ハート・オブ・ザ・シティ』(Live...in the Heart of the City) (1980)、『カム・アンド・ゲット・イット』(Come an' Get It) (1981)、『セインツ・アンド・シナーズ』(Saints & Sinners) (1982) に参加した。この間、ロードも在籍してホワイトスネイクがディープ・パープルの出身者を3人擁していた時期があった。
1982年、音楽性の違いとツアーの疲れからホワイトスネイクを脱退。同じくホワイトスネイクを去ったニール・マーレイと共にゲイリー・ムーア・バンドへ加入。アルバム『コリドーズ・オブ・パワー (Corridors of Power)』（旧邦題『大いなる野望』）をリリース。ムーアとのコンビネーションは良好で数枚のアルバムと大規模なツアーに同行したが、1984年4月、ロード、ブラックモアらとディープ・パープルを再結成する為に脱退した。再結成後、一貫してディープ・パープルのドラマーを務め、ブラックモアとロードが脱退した後、唯一のオリジナル・メンバーとして2023年現在も在籍している。
また、1999年には、ポール・マッカートニーのアルバム『ラン・デヴィル・ラン』に参加。

## 演奏スタイル
非常に速いシングルストローク、正確なリズム・ワークに加え、タムを多用するメロディアスなフィル・イン、シンコペーションによる勢いの表現、絶妙なシャッフルなど、ハードロックのみならず、後のロック・ドラミング全般に計り知れない影響を与えた。また、「ファイアボール」(Fireball) などのごく一部の曲を除き、ワンバスのみで非常に速いペダル・ワークを展開する。

## 使用機材

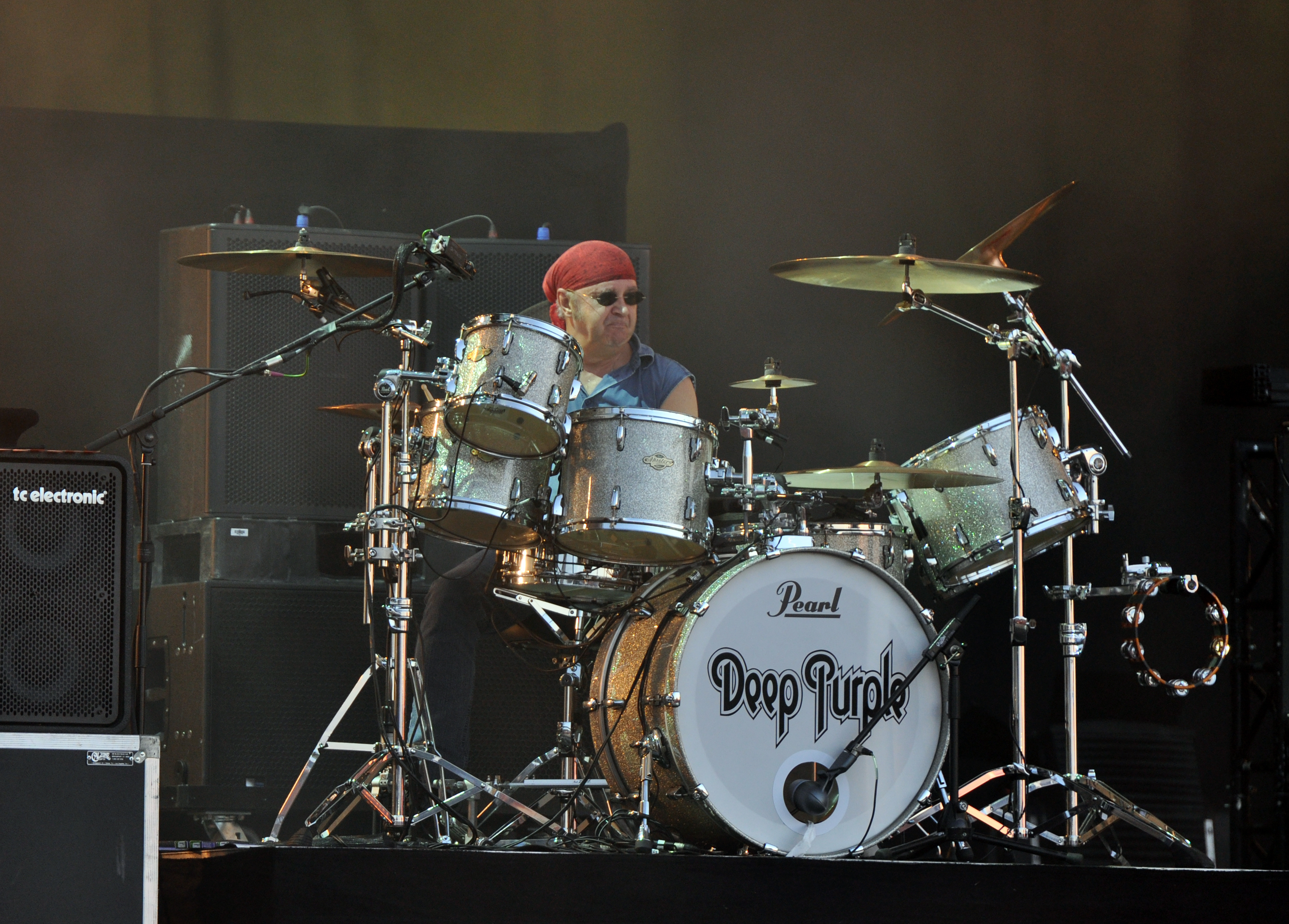
愛用している『Pearl』社製ドラムセット (2013年)

再結成以前のディープ・パープルの時代には、米国のラディック社製のドラムセットを使用していたが、ゲイリー･ムーア･バンド在籍中から、日本のPearl社製のドラムセットを使い始め、現在に至まで使用が確認されている。そのPearlからは自身のアーティストモデルであるスネアドラムが発売されている。シンバルはパイステ、スティックはPRO-MARKのイアン・ペイスモデルを使用。以前はドラムスティックのチップ側を持ったり、チップが無い「ロック・ノッカー」と呼ばれるタイプのスティックを使用していたが、2015年現在発売されているPRO-MARKのスティックはチップが設けられたものとなっている。グリップはマッチドグリップ。
彼は左利きであり、ほぼ全ての機材を右利きの一般的なドラマーとは左右逆にセッティングしている。上記の通り、ワンバスのセッティングにこだわり続けている（その後はツインペダルも使用）。但し「ファイアボール」のレコーディングでは、例外としてダブル・ベース・ドラムのセットを使用している。この時は、たまたま隣のスタジオにいたキース・ムーンからバスドラムを借用したという。ライブ映像でも、この曲を演奏する際にスタッフがもう1台のバスドラムをセットする模様が確認できる。また2015年現在では、3つのタムタムを三角形に配置して、2つのフロアタムの上にもさらに2つのタムタムを並べた変則的なセットを使用している。
パール楽器製造には旧友がおり、工場にてドラムセットができ上がるまでの工程を紹介するビデオに出演したこともある。

### ディープ・パープル在籍時のドラムセット

#### 1968年～1969年
- ラディック製のシルバースパークル色のセット。

22×14BD・18×16&16×16FT・13×9TT・14×5･5SD

（バスドラムのフロントヘッドに『イアン・ペイス　　デイープ・パープル』とロゴが入っている。）
- パイステ製シンバル使用。

　　22・20・18・15×2
- スタンド類はラディック製とロジャース製を使用。

#### 1969年～1970年
- ラディック製のブラック・オイスター色のセット。

22×14BD・18×16&16×16FT・13×9TT・14×5･5SD

（バスドラムのフロントヘッドに『イアン・ペイス デイープ・パープル』とロゴが入っている。）

- パイステ製のGiant Beatシリーズのシンバル使用。

　22・20・18・15×2

- スタンド類はラディック製とロジャース製を使用。

#### 1971年
- 1968年～1969年に使用したセットを使用。

（バスドラムのフロントヘッドに『イアン・ペイス デイープ・パープル』とロゴが入っている。）

- パイステ製の2002シリーズのシンバル使用。

22・20・20・16・15×2（サウンドエッジ）・スプラッシュ2枚

（このときからシンバルの枚数が増えグレードアップしていると共にシンバルスタンド1本にシンバル2枚を装着したセッティングになる）

- スタンド類はラディック製とロジャース製を使用。

#### 1971年～1974年
- ラディック製のシルバースパークル色のセット。（バスドラムのサイズが26のビッグサイズのセットになる）

26×20BD・20&18FT・16×10TT・14×6.5SD　（スープラフォニックLM402スネア）

（バスドラムのフロントヘッドはラディックのロゴだけ）（1974年にフロントヘッドの真ん中に小さなホールカットが施される）

- パイステ製2002シリーズのシンバル使用。

22・20・20・16・15×2（サウンドエッジ）・スプラッシュ2枚

（シンバルスタンド1本にシンバル2枚を装着したセッティングはこの時も健在）

- スタンド類はラディック製とロジャース製を使用。
- 大口径の16TTはタムホルダーでは不安定なためスネアスタンドでセッティングされていた。
- この時代のビッグサイズな「1BD+2FT+1TT」セッティングが、その後のロック界において「王道のハードロックドラムセッティング」と称されるようになっていった。

#### 1975年
- ラディック製のシルバースパークル色のセット

（このときからタムが今までの1個から一気に7個のシングルヘッドタム（メロディックタム）使用の多点数セットになる）

24か26×14BD・18×16&16×16FT・16×14&15×12&14×10&13×9&12×8&10×6,5&8×5,5MT

（バスドラム・フロントヘッドの真ん中に大きなホールカットが施される）

- パイステ製の？シリーズのシンバル使用。

20・18・？・？・1？×2・スプラッシュ1枚

（シンバルスタンド1本にシンバル2枚を装着したセッティングはこの時にはやめていた。

これはそれ以降のシンバルスタンドが進化してパイプ径が太いタイプになっていったため

シンバルスタンド1本に2枚のシンバルを装着することができなくなったためである）

- スタンド類はラディック製とロジャース製を使用。